# Bewegungsnotation

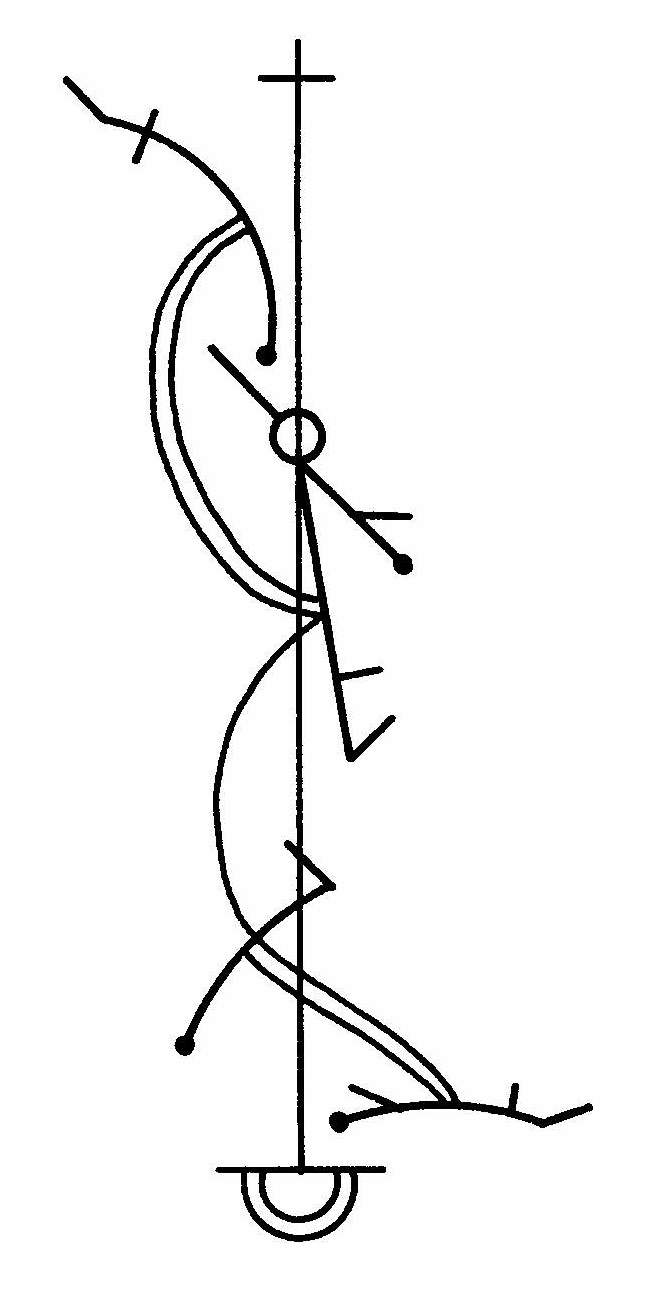
Beispiel für die Beauchamp–Feuillet Notation

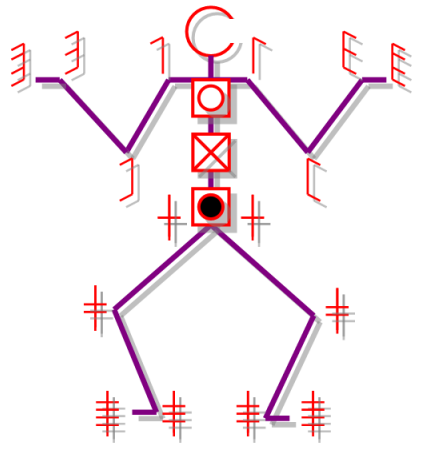
Grundzeichen der Labanotation

Bewegungsnotation ist ein Schriftsystem, das es ermöglicht, die Bewegungen des menschlichen Körpers auf Papier aufzuzeichnen.
Die meisten Bewegungsschriften wurden für das Ballett und den Gesellschaftstanz entwickelt. Rudolf von Laban versuchte allerdings auch die Bewegungen von Industriearbeitern zu erfassen, um die Abläufe zu optimieren. Die Labanotation beansprucht für sich, alle menschlichen Bewegungen von den Griffen eines Fließbandarbeiters bis zu den Bewegungen eines Astronauten in der Schwerelosigkeit wiedergeben zu können.
Heute werden Bewegungen oft vom Computer erfasst und aufgezeichnet (siehe Bewegungserfassung).

## Bekannteste Systeme
- Benesh Movement Notation
- Eshkol-Wachmann
- Labanotation